# Vidošiči
Vidošiči – wieś w Słowenii, w gminie Metlika. W 2018 roku liczyła 30 mieszkańców.